# Монтгомері Скотт
Монтгомері «Скотті» Скотт (англ. Montgomery «Scotty» Scott) — вигаданий шотландський інженер, персонаж науково-фантастичного телевізійного серіалу «Зоряний шлях: Оригінальний серіал», мультиплікаційного серіалу «Зоряний шлях: Анімаційні серії» і повнометражних фільмів (також брав участь в одній серії серіалу Зоряний шлях: Наступне покоління). Його роль виконав канадський кіноактор Джеймс Дуган.
- Зоряний шлях: Фільм
- Зоряний шлях 2: Гнів Хана
- Зоряний шлях 3: У пошуках Спока
- Зоряний шлях 4: Подорож додому
- Зоряний шлях 5: Остання межа
- Зоряний шлях 6: Невідкрита країна
- Зоряний шлях 11

## Життєпис
Монтґомері Скотт народився у Шотландії, в 2222. У 2241 він вступив до Зоряного флоту і почав працювати інженером. У ході своєї 51-річної кар'єри, він служив в цілому на одинадцяти кораблях.
У 2265, Скотт був призначений на USS Enterprise, де він служив другим офіцером і головним інженером, під командуванням капітана Джеймса Кірка. У його обов'язки також входило технічне обслуговування та експлуатація транспортерів.
Як другий офіцер корабля, Скотт брав на себе командування, коли Кірк і Спок залишали корабель, або коли вони обидва були недієздатними. Таким чином, він часто потрапляв у важливі військові та дипломатичні ситуації.